# Li Shaojie
Li Shaojie, född 26 november 1975, är en friidrottare från Kina. Han deltog vid olympiska sommarspelen 1996 och olympiska sommarspelen 2000.